# Réalité (film)
Réalité (Internationale titel: Reality) is een Frans-Belgische film uit 2014 onder regie van Quentin Dupieux. De film ging in première op 28 augustus op het Filmfestival van Venetië en maakte deel uit van de competitie op het Film Fest Gent 2014.

## Verhaal
Jason is een schooldirecteur die zich in zijn vrije tijd als vrouw verkleedt en bejaarden beledigt. Hij wordt behandeld door Alice, een psychiater. Zij is getrouwd met Bob, een regisseur die naar de cinema gaat om een film te bekijken die hij nog moet maken. De verhaallijnen weven zich in een ingewikkelde manier door mekaar.

## Rolverdeling
| Acteur           | Personage |
| ---------------- | --------- |
| Alain Chabat     | Jason     |
| Jonathan Lambert | Bob       |
| Élodie Bouchez   | Alice     |
| Kyla Kenedy      | Reality   |
| Eric Wareheim    | Henri     |
| John Glover      | Zog       |